# 香川正矩
香川 正矩（かがわ まさのり）は、江戸時代初期の周防国岩国領家老。父は香川家継で、安芸香川氏の末裔である。息子には香川正恒と香川景継（宣阿）がいる。

## 生涯
慶長18年（1613年）に岩国の領主・吉川氏の家老職にある香川氏の一族として生まれる。成長後に伯父の香川家景の養子となり、岩国領香川氏の当主となった。
正矩が当主となった頃はほとんどの戦乱が終息を迎えており、文に生きることに人生を見出して、主君である吉川氏の正当性を訴えるべく『陰徳記』を著した。この書物は岩国領主・吉川広正に献上されるも、広正が『陰徳記』を世上へ触れることを好まず、実際に出版されることはなかった。原本は現存しないが、写本はいくつか伝えられている。
万治3年（1660年）に48歳で病死。

## 陰徳記の特徴
香川正矩は『陰徳記』の内容的には毛利氏の事跡をある程度の脚色をもって記している。
特に同じ吉川氏の家臣であり、吉川氏に従う以前は同じく安芸武田氏に従っていた熊谷氏をライバル視しており、熊谷信直の娘で吉川元春の妻となった新庄局を「絶世の醜女」として記載している。有名な「元春夫人醜女説」はこの書物から初めて世に出たものであり、信憑性はかなり低いといえよう。また、信直の妹は絶世の美女であったとされ、親戚筋でそこまで差異がある事も不自然である。
『陰徳太平記』と比較すると、同書に比べると脚色は抑えられており、高麗詞など『陰徳太平記』には無い資料も収録されている。